# Anthony Dawson
Anthony Dawson (Edimburgo, Escocia, 18 de octubre de 1916 – Sussex, Inglaterra, 8 de enero de 1992) fue un actor británico. 

## Biografía
Alto y de rostro alargado, era especialmente apto para interpretar a villanos en películas tales como Dial M for Murder, de Alfred Hitchcock (que previamente había interpretado en Broadway en la versión teatral del mismo título) y Dr. No, en la que fue el profesor Dent. Actuó junto a Rex Harrison en The Long Dark Hall, en el papel del asesino, mientras Harrison era acusado del crimen. En filmes posteriores representó a líderes militares y religiosos. Dawson hizo varias películas dirigidas por Terence Young incluyendo el papel de Ernst Stavro Blofeld en los primeros títulos de James Bond, aunque su voz fue doblada por otros actores. Falleció a los 75 años, en enero de 1992 y en Sussex, a causa de un cáncer.

## Filmografía
- They Met In The Dark (1943)
- The Way to the Stars (1945)
- Beware of Pity (1946)
- School For Secrets (1946)
- They Were Not Divided (1950)
- The Long Dark Hall (1952)
- Dial M for Murder (1954)
- La bahía del tigre (1959)
- Midnight Lace (1960)
- La maldición del hombre lobo (1961)
- Dr. No (1962), como el profesor R. J. Dent
- From Russia with love (1963), como Blofeld
- Operación Trueno (1965), como Blofeld
- De hombre a hombre (1967)
- OK Connery (1967)
- La batalla del río Neretva (1969)
- Red Sun (1971)
- The Valachi Papers (1972)
- Inchon (1981)
- The Jigsaw Man (1983)